# A Haunting Winter's Tale
A Haunting Winter's Tale è un film del 2022 diretto da Lorenzo Sicuranza.

## Trama
Il film, ripreso da una storia di cronaca nera, ripercorre la storia di una coppia. I due si sono appena trasferiti nella loro città natale per ricominciare dopo un periodo di bassi. Quando la donna verrà a scoprire dei segreti riguardo al partner, in una narrazione di retrospettive psicologiche cercherà vendetta sull'uomo.

## Produzione
Nell'autunno 2021 è partita la produzione del film che ha visto coinvolgere fin da subito Miriam Vitillo nella sceneggiatura del film insieme a Lorenzo Sicuranza.
Il film è ispirato ad una storia vera: Nel maggio del 2011 nello Yorkshire un uomo aggredì la sua fidanzata per poi seppellirla viva in una scatola. Ripartendo da questo evento tragico, Sicuranza e Vitillo hanno rielaborato la vicenda, riprendendo solo i punti chiave e più significativi dalla realtà.
Nel dicembre dello stesso anno, con l'inizio delle riprese, è stato annunciato dalla produzione lo sviluppo del film, che avrebbe avuto come protagonisti Gilda Ciccarelli e Francesco Teselli. Successivamente è stata annunciata anche la presenza nel cast di Vincenzo Ciardullo, con in quale l'Untitled Studio aveva già collaborato in passato.
Il film è stato distribuito il 20 dicembre 2022.

## Riconoscimenti
- 2023 - Cooper Awards
  - Miglior Attrice, Gilda Ciccarelli
- 2023 - Close Film Festival
  - Miglior Drama
  - Miglior Fotografia, Lorenzo Sicuranza
  - Miglior Attrice, Gilda Ciccarelli
- 2023 - International Film Festival of Bahrain
  - Miglior Film di Debutto
  - Miglior Regia, Lorenzo Sicuranza
- 2023 - Athens International Art Film Festival
  - Menzione Speciale Miglior Film
- 2023 - Tirana European Youth Film Awards
  - Miglior Film
  - Miglior Regista, Lorenzo Sicuranza
- 2023 - Kalakari film fest
  - Candidatura a Miglior Film
- 2023 - Lift-Off Global Network
  - Candidatura a Miglior Film
- 2023 - Cinétoile
  - Miglior Film
- 2023 - Lily Indie Film Festival
  - Miglior Trailer
- 2023 - MakizFest
  - Miglior Film Internazionale
  - Candidatura a Miglior Film Debutto
- 2023 - Tabriz Cinema Award
  - Miglior Film
  - Miglior Fotografia, Lorenzo Sicuranza
  - Candidatura a Miglior Regia, Lorenzo Sicuranza
  - Candidatura a Miglior Sceneggiatura, Lorenzo Sicuranza, Miriam Vitillo
  - Candidatura a Miglior Attrice, Gilda Ciccarelli
- 2023 - Onyko Films Awards
  - Miglior Regia, Lorenzo Sicuranza
- 2023 - Outdoor Film FeSTival
  - Semi-finalista Miglior Film
- 2023 - Venus Community Award
  - Candidatura a Miglior Film
- 2023 - ACPL Teen Film Festival
  - Candidatura a World Drama